# سیارک ۲۵۴۲۹۹
سیارک ۲۵۴۲۹۹ (به انگلیسی: 254299 Shambleau، نامگذاری:2004RT288)۲۵۴۲۹۹مین سیارک کشف شده‌است که در ۱۵ سپتامبر ۲۰۰۴ کشف شد.